# 중완역
이 문서의 광둥어 명칭 ("중완")은 위키백과 자체의 광둥어 표기법을 따른 것입니다. 따라서 통용 표기법과는 다를 수 있습니다.

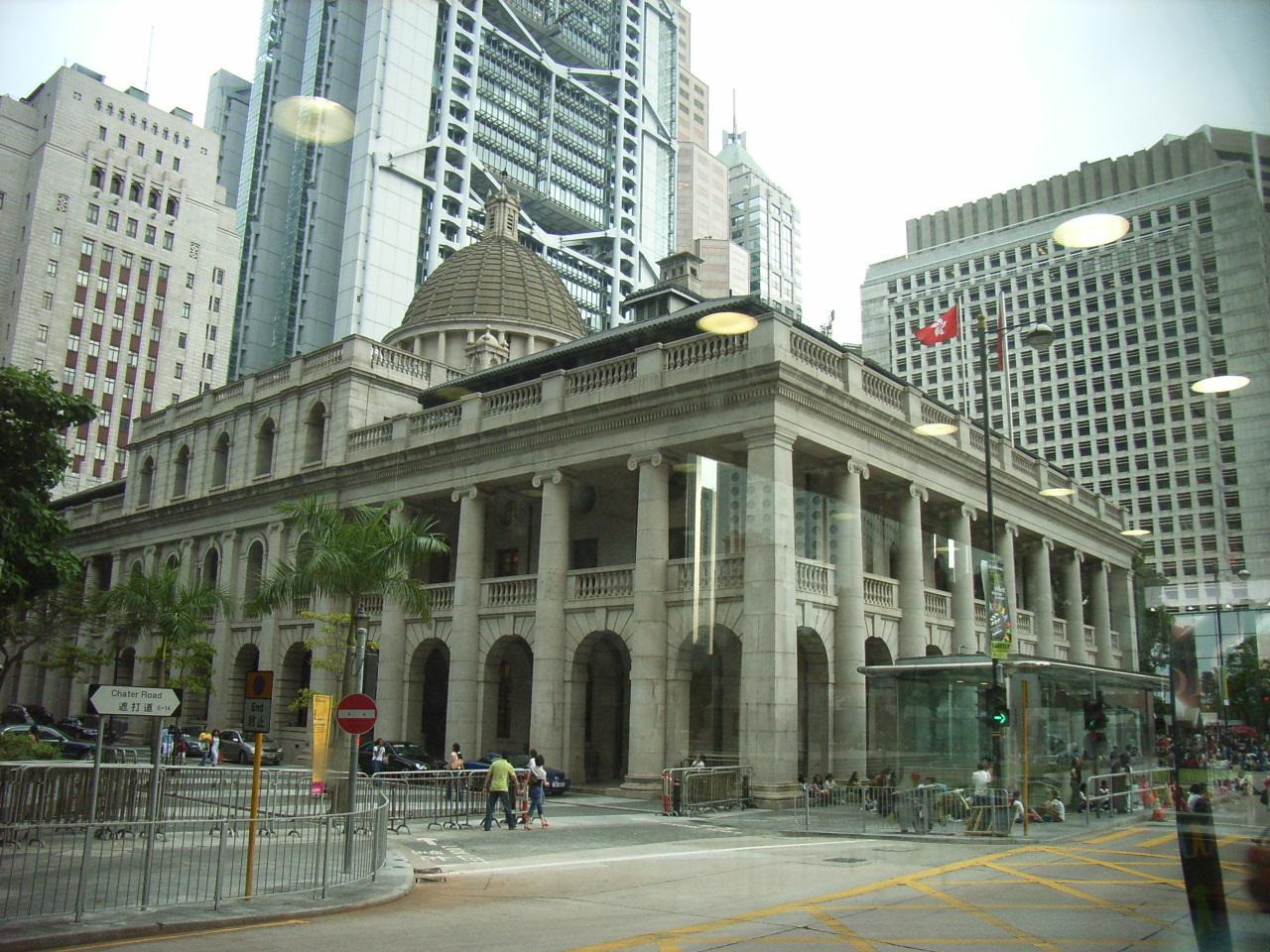
췬완 선 승강장은 차터 로 지하에 위치해 있으며, 옛 입법회 종합 빌딩 옆에 위치한다.

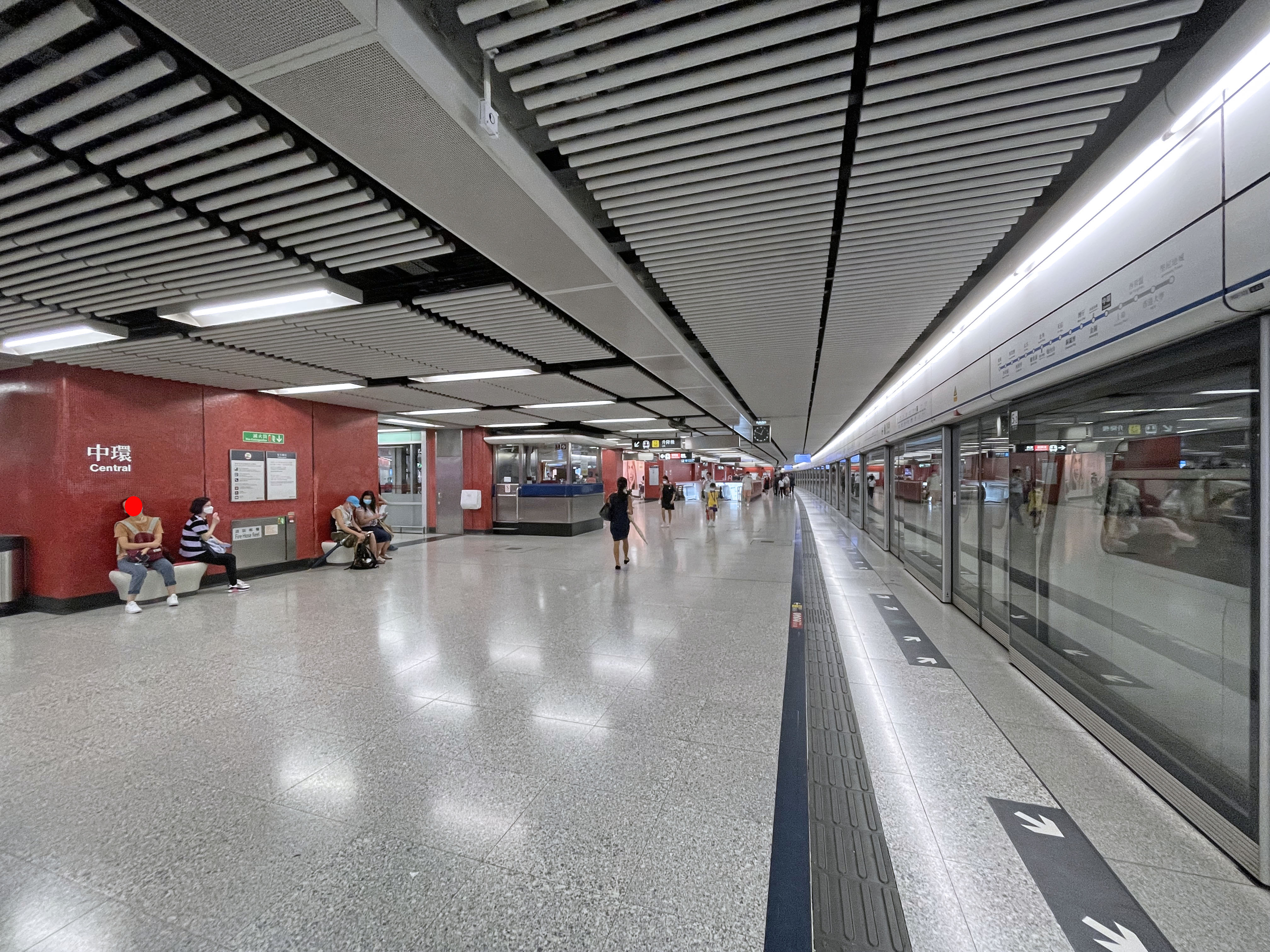
홍콩섬 선의 플랫폼 3.

중완역(中環) 또는 센트럴역(Central (MTR))은 홍콩섬 중완 (센트럴)에 위치한 홍콩 지하철의 역이다. 췬완 선의 남쪽 종착역이며, 공도 선과 환승된다. 또 둥충 선, 홍콩 공항철도이 다니는 홍콩 역과 연결된다. 역 상징색은 벽돌색이지만 췬완 선 쪽 승강장은 갈색이다.
예전에는 차터 역 (Chater Station)이라는 이름이었다. 설계 당시에는 380m 규모의 세계 최장 지하철역 중 하나로 기획되었으며 일일 승객수는 33만 명으로 추산하였다. 오늘날 일일 이용객수는 20만 명이 넘으며, 가장 끝쪽에 있는 출구 간의 거리는 700m에 달한다.

## 역사

### 초창기 계획
중완 역은 본래 1967년 9월 발표된 <홍콩 대중교통연구> (Hong Kong Mass Transport Study)에서 제시된 교통시설 건설방안 중 하나로 포함되었다. 당시 중앙시장역과 함께 군통 선과 공도 선이 만나는 환승역 역할을 맡도록 하였다. 또 제안서에서 췬완 선은 감중 역에서 마치는 것으로 정해놓았다. 이에 따르면 중완 역은 원래 주빌리 가, 페더 가가 만나는 데보 로 중단 지점의 지하에 위치할 예정이었다.
1970년 <홍콩 대중교통 상세연구> (Hong Kong Mass Transit Further Studies)에서는 하나의 역이 아닌 '차터 역' (遮打站, 차터 로에 위치)과 '페더 역' (必打站, 페더 가에 위치)의 두 역을 따로 놓고 서로 연결되도록 하여 각각 공거우 선 (지금의 췬완 선)과 공도 선이 지나도록 설정하였다.

### 개통
1980년 2월 12일 '차터 역' (Chater Station)이라는 이름으로 문을 열었다. 당시에는 홍콩 지하철 (MIS, 지금의 군통 선)의 종착역이었으며, 공도 선은 아직 개통되지 않았던 관계로 한쪽 역만 영업하였다. 영어 역명은 '차터'였지만 중국어명은 지금과 같은 '中環' (중완)이었는데, 두 역명이 달랐던 관계로 세간에서는 중국어 역명이 영어명을 따라 음차한 '遮打'라고 오도하는 경우가 많았다. 1985년 5월 31일 공도선 감중-차이완 구간이 개통되자, MTR은 췬완 선 역명개정 작업에 나섰고 그 과정에서 차터 역도 중국어 역명에 맞춰 지금의 '센트럴 역' (중완 역)으로 바꾸었다.
공도 선 터널 공사는 1983년 초부터 시작되어, 기존의 역 구조물과 새로운 승강장을 연결하였다. 이후 1986년 5월 23일 공도선 감중-성완 구간 개통으로 중완 역에도 공도선 열차가 들어오기 시작하였고 이때부터 공도선 승강장이 영업에 들어갔다.

### 홍콩 역과의 환승통로
1991년부터 1998년까지는 일명 공항핵심계획이라 하는 신공항 교통계획이 진행됐는데, 여기에는 홍콩 신공항과 홍콩 도심을 잇는 철도노선 건설계획도 들어가 있었다. 특히 둥충 선과 공항철도의 종착역인 홍콩 역과 중완 역을 잇는 지하보도가 코너트 로를 따라 조성되었다. 이 보도는 페더 가에서 시작됐으며 홍콩 역의 내부 모습과 비슷한 인테리어로 새단장을 마쳤다.

## 역 구조

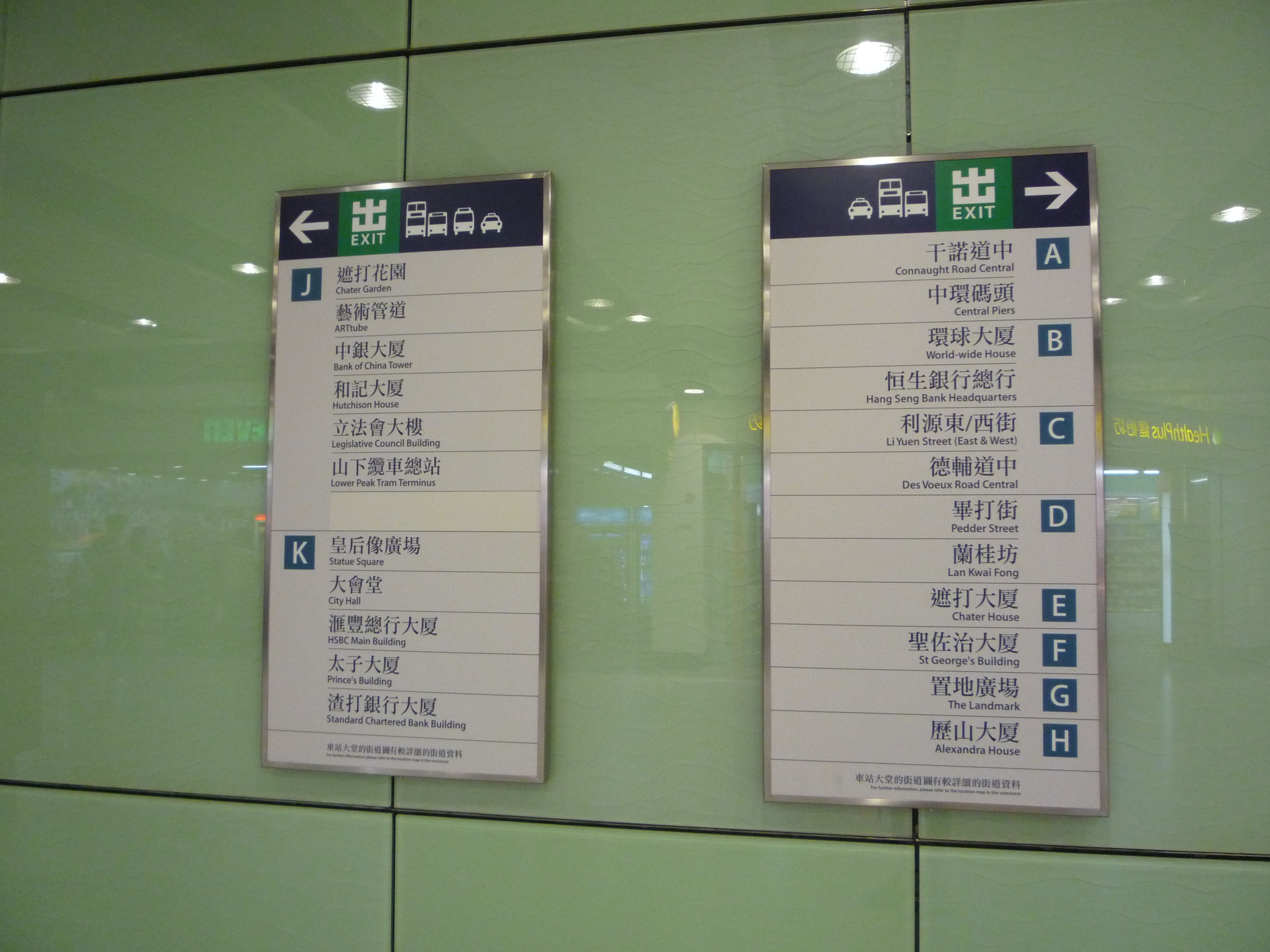
출구 목록

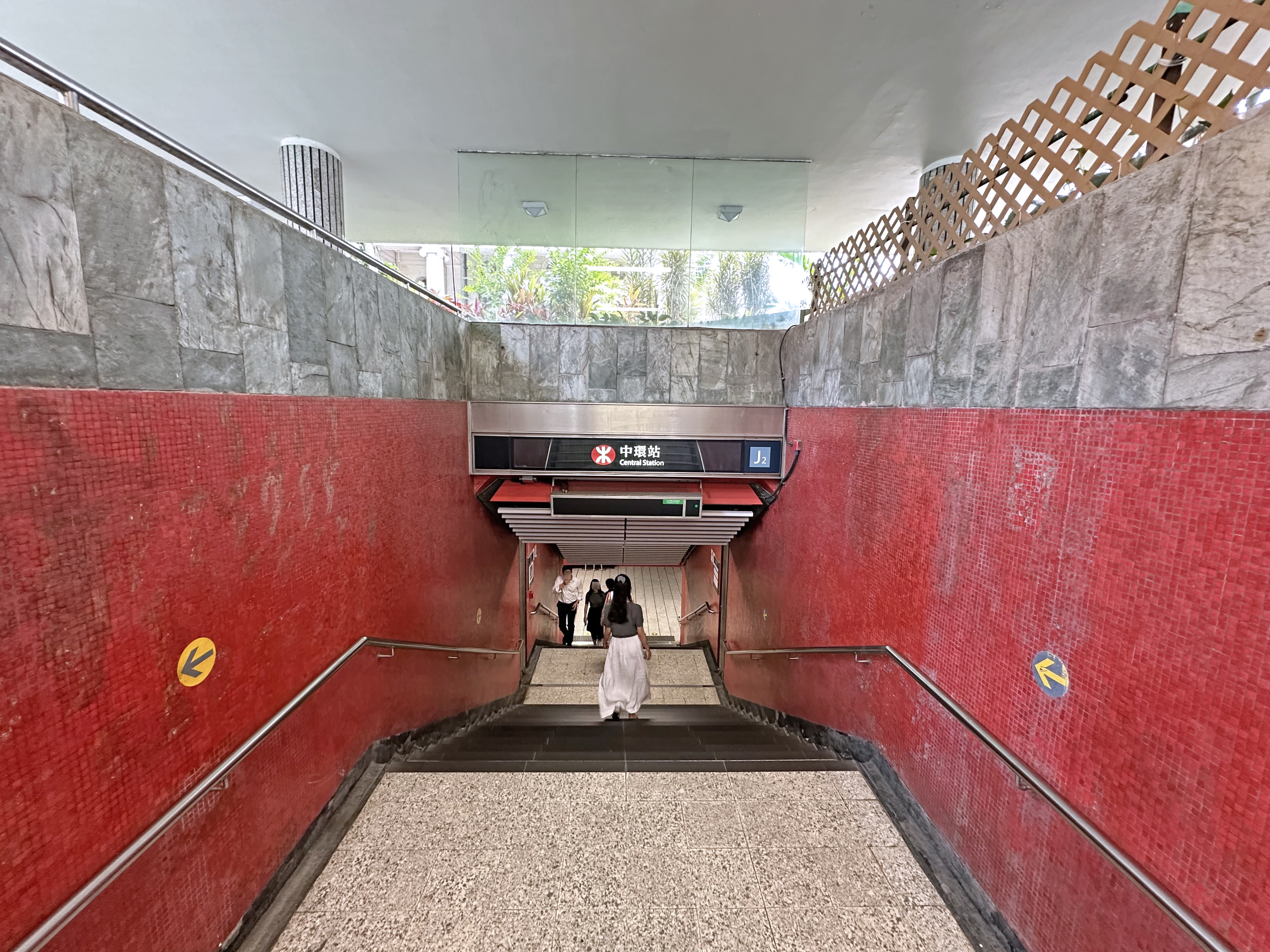
중완역 출구 J2

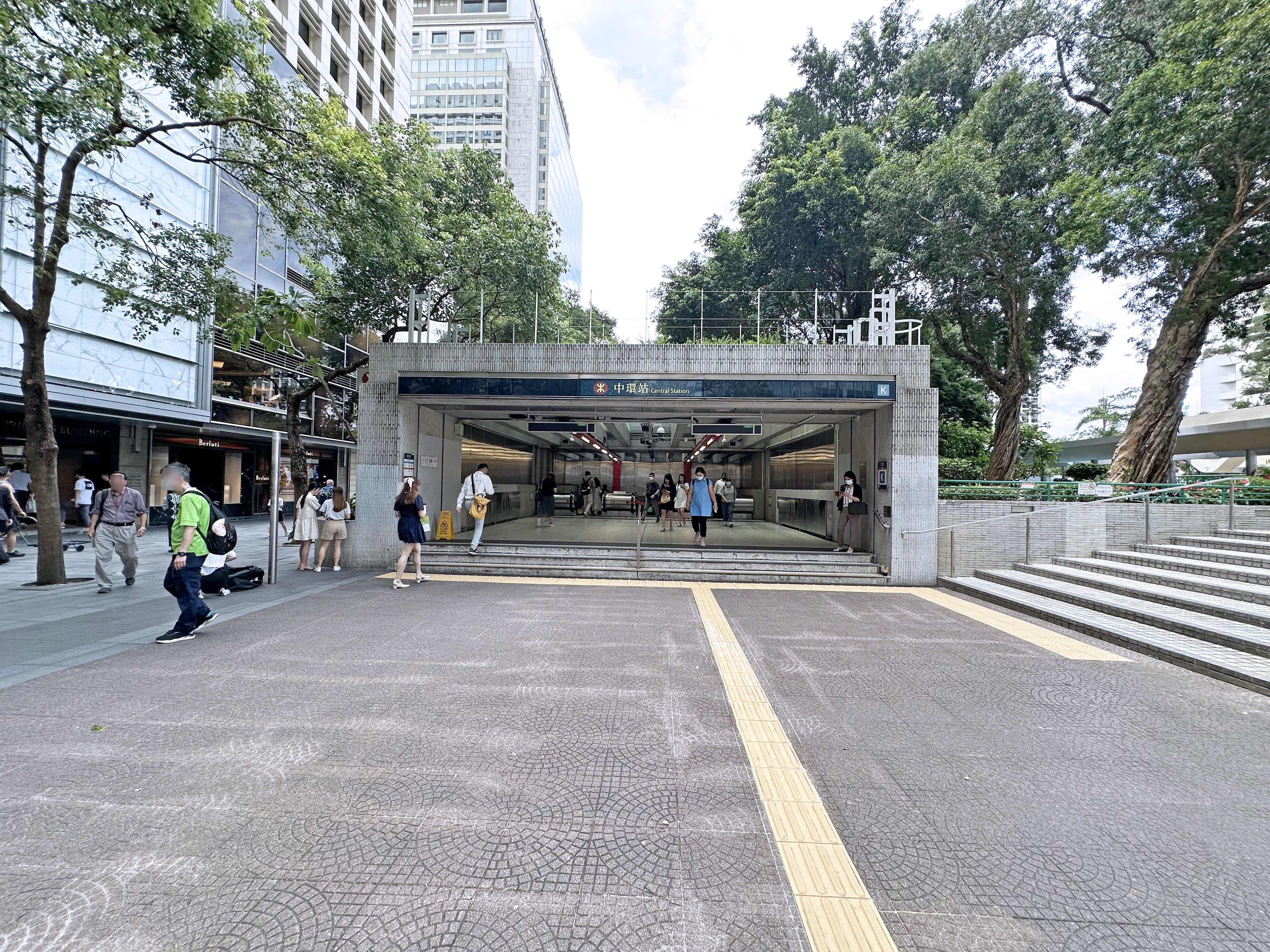
중완역 출구 K

중완 역은 총 세 개의 층에 네 개의 승강장이 있다.
맨 윗층에는 3번 승강장이 있으며, 페더 가와 데보 로의 교차로 바로 지하에 자리잡고 있다. 승강장 자체는 거리 북단의 월드와이드 하우스에서 알렉산드라 하우스까지 뻗어있다. 이 승강장은 공도 선의 차이완행 열차를 취급하며 홍콩 역과의 환승통로도 이 층에 있다. 가운뎃층에는 1번과 2번 승강장이 있으며 섬식 승강장 구조다. 차터 로 바로 지하 지점에 자리잡고 있고 데보 로부터 클럽 가까지 뻗어 있으며, 췬완 선 열차가 다닌다. 맨 아랫층은 4번 승강장이 있는 곳으로 공도 선 케네디타운 방면 열차가 들어온다.
3번 승강장에 내린 승객은 차터 로 쪽 대합실의 일반 에스컬레이터를 타고 1,2번 승강장으로 갈 수 있다. 반면 1,2번 승강장에서 4번 승강장으로 환승하러 가려면 지정된 에스컬레이터를 타고 가야한다. 췬완 선 승강장은 직선으로 되어 있으며 절삭식 공법으로 지어졌다. 공도 선 승강장 역시 비슷하지만 동쪽 부분 (감중 역 방면)은 굴곡져 있고 열차와 역 사이의 틈새도 넓다. 이는 승강장 자체가 굴착식 터널 내에 위치한 데다, 공도 선의 여느 역과 마찬가지로 벽면이 둥그러졌기 때문이다.
| G  | 지상                            | 출구 |
| P  | 차터 로 대합실                  | – |
| L1 | 페더 가 대합실                  | 고객센터, MTR샵 항셍은행, 자판기, 옥토퍼스 홍보기                                                         |
| L1 | 차터 로 대합실                  | 고객센터, MTR샵 ATM                                                                                       |
| L2 | 차터 로 대합실                  | 고객센터, MTR샵 항셍은행, 자판기                                                                          |
| L2 | 페더 가 대합실                  | 고객센터, MTR샵 홍콩 역 ( 둥충선 / 홍콩 공항철도)과의 연결 지하보도 옥토퍼스 홍보기, i-센터 인터넷 서비스 |
| L2 | 상대식 승강장, 왼쪽문 열림      | |
| L2 | 승강장 3                        | → 공도선 차이완 방면 (감중) →                                                                             |
| L3 | 승강장 1                        | → 췬완선 췬완 방면 (감중) →                                                                               |
| L3 | 섬식 승강장, 왼쪽/오른쪽문 열림 | |
| L3 | 승강장 2                        | → 췬완선 췬완 방면 (감중) →                                                                               |
| L4 | 상대식 승강장, 오른쪽문 열림    | 상대식 승강장, 오른쪽문 열림                                                                              |
| L4 | 승강장 4                        | ← 공도선 케네디타운 방면 (성완)                                                                           |

## 출입구
중완 역은 동쪽으로는 스태츄 광장의 차터 로까지, 서쪽으로는 리윈 로 동단의 데보 로까지 출구가 나 있다. 동쪽 끝과 서쪽 끝 출구의 거리는 약 700m에 달한다. 출구는 총 13개가 있으며 주변의 여러 빌딩과 쇼핑몰, 거리, 교통시설 등과 연결된다.

## 교통
중완 역은 홍콩에서 가장 큰 교통 요충지랄 수 있다. 중완 역과 홍콩 역 주변은 여러 교통수단의 노선이 경유하며, 트램, 버스, 페리, 미니버스, 택시 등이 여기에 해당된다.
- 버스
  - 시티버스
  - KMB, 홍콩섬에서 도항 노선만 운영
  - 뉴월드 퍼스트 버스
  - 주변 버스정류장
    - 중완 부두 버스터미널 (A, E출구에서 육교를 따라가거나 홍콩역 개찰구역 내에 위치)
    - 시청 버스터미널 (E출구에서 터널을 따라가면 위치)
    - 익스체인지 광장 버스터미널 (A출구에서 육교를 따라가거나 홍콩역 개찰구역 내에 위치)
- 미니버스
- 트램
  - 홍콩 트램 (B, C, G, K 출구)
  - 피크 트램 (J2 출구)
- 페리 (A출구에서 중완 페리부두로)
  - 2번 부두: 파크 아일랜드 페리 - 파크아일랜드 방면
  - 3번 부두: 디스커버리 베이 페리, 디스커버리베이 방면
  - 4번 부두: 홍콩 가우룽 페리 - 속구완, 융슈완, 라마섬 방면
  - 5/6번 부두: 뉴월드 퍼스트 페리 - 실버마인베이 (무이워), 펭차우, 청차우 방면
  - 7번 부두: 스타 페리 - 짐사저이 방면